# Siobhán Donaghy
Siobhán Donaghy (Londres, Reino Unido, 14 de junio de 1984) es una cantante y compositora británica. En 1998 fundó el grupo Sugababes junto con Keisha Buchanan y Mutya Buena, con las que lanzó un álbum al mercado y obtuvo un éxito mundial con su sencillo debut "Overload". En 2001 abandona el grupo y comienza su carrera en solitario. En los años posteriores Siobhan publicó dos álbumes en solitario, participó en el musical Rent en Londres y en 2012 anunció su regreso como parte del grupo Mutya Keisha Siobhan.

## Carrera musical
Su primer sencillo oficial del disco, titulado "Overrated", coescrito con Cameron McVey. El segundo sencillo del álbum fue "Twist Of Fate", que fue publicado en septiembre de 2003.
Dos semanas después, el 29 de septiembre de 2003 publicó su álbum-debut "Revolution In Me", publicado vía London Records. Nunca se publicó a nivel internacional.

### El regreso:Ghosts
Siobhán Donaghy dejó London Records como decisión mutua entre ella y la compañía. Después de grabar un segundo disco sin una discográfica, se rumoreó que la cantante estaba hablando con Parlophone Records UK (EMI). Estos rumores fueron confirmados por ella misma, quién reveló en su Myspace su nuevo álbum, Ghosts.
En febrero de 2007 publicó su primer sencillo "Ghosts/Don't Give It Up", como sencillo-promocional. El sencillo fue publicado en su Myspace, y el 16 de abril de 2007 reeditan el sencillo "Don't Give It Up" como sencillo debut.
El segundo sencillo fue "So You Say". La discográfica la liberó de su contrato argumentado las pocas ventas que el disco había obtenido.

## Shanghai Nobody
Shanghai Nobody es el anagrama inventado por la cantante Siobhan Donaghy. Siobhan publicó su primer sencillo "Nothing But Song" bajo este sobrenombre porque no quería que la conociesen como "La chica que dejó Sugababes". Su primer sencillo oficial, "Overrated", fue publicado bajo su nombre original, Siobhan Donaghy.

## Vida personal
Donaghy se casó con su pareja de larga data Chris McCoy, en una ceremonia privada, el 17 de enero de 2013, a la que asistieron sus compañeras de banda, Mutya Buena y Keisha Buchanan. El 10 de abril de 2017, Donaghy confirmó en una publicación de Instagram que estaba esperando su primer hijo. El 13 de agosto de 2017 dio a luz a un varón, Ford Charles McCoy.

## Discografía

### Álbumes
| Año  | Álbum            | Discográfica   |
| ---- | ---------------- | -------------- |
| 2003 | Revolution In Me | London Records |
| 2007 | Ghosts           | Parlophone/EMI |

### Sencillos
| Año  | Sencillo           | Álbum            |
| ---- | ------------------ | ---------------- |
| 2003 | "Nothing But Song" | Revolution In Me |
| 2003 | "Overrated"        | Revolution In Me |
| 2003 | "Twist Of Fate"    | Revolution In Me |
| 2007 | "Don't Give It Up" | Ghosts           |
| 2007 | "So You Say"       | Ghosts           |